# 盔繸鯒
盔繸鯒，又稱盔多棘牛尾魚，為輻鰭魚綱鮋形目牛尾魚亞目牛尾魚科的其中一種，分布於菲律賓及斯里蘭卡海域，棲息深度約31公尺，屬底棲性魚類，體長可達12.1公分，屬肉食性，生活習性不明。

## 擴展閱讀
維基物種上的相關：盔繸鯒